# Olympische Jugend-Sommerspiele 2014/Teilnehmer (Benin)
| Gelbes Symbol für Goldmedaillen mit stilisierten Olympischen Ringen | Graues Symbol für Silbermedaillen mit stilisierten Olympischen Ringen | Braundes Symbol für Bronzemedaillen mit stilisierten Olympischen Ringen |
| ------------------------------------------------------------------- | --------------------------------------------------------------------- | ----------------------------------------------------------------------- |
| —                                                                   | —                                                                     | —                                                                       |

Die Jugend-Olympiamannschaft aus Benin für die II. Olympischen Jugend-Sommerspiele vom 16. bis 28. August 2014 in Nanjing (Volksrepublik China) bestand aus fünf Athleten.

## Athleten nach Sportarten

### Bogenschießen
Mädchen
- Merveille Zinsou
Einzel: 17. Platz
Mixed: 17. Platz (mit Lee U-Seok  Südkorea)

### Leichtathletik
| Mädchen - Mariette Agbety 400 m: 17. Platz 8 × 100 m Mixed: 41. Platz | Jungen - Moussa Abdoulaye 100 m: 20. Platz 8 × 100 m Mixed: 45. Platz |

### Schwimmen
| Mädchen - Charmel Sogbadji 50 m Freistil: 48. Platz | Jungen - Rayane Alognisso 50 m Freistil: 48. Platz |